# Jean Jardel
Pour les articles homonymes, voir Jardel.
Jean Jardel, né à Terrasson le 24 novembre 1897 et décédé à Brive-la-Gaillarde le 10 décembre 1981, est un haut fonctionnaire et homme politique français.

## Biographie
Il commence sa carrière au ministère des Finances. En 1936, il est directeur du Budget, équivalent, sous la IIIe République, au ministre du Budget actuel.
Il a été, sous le régime de Vichy :
- Secrétaire général à la vice-présidence du conseil du 5 septembre 1941 au 18 avril 1942  dans le gouvernement Darlan.
- Secrétaire général auprès du chef de l'État du 15 juin 1942[2] au 18 janvier 1944[3] dans le gouvernement Pierre Laval (6).

Il a reçu la Francisque.
Nommé sous-gouverneur du Crédit foncier de France. Arrêté à la Libération, il comparaît devant la Haute Cour qui le condamne à la dégradation nationale à vie, le 14 mars 1947. Il est gracié et rétabli dans ses droits par le général de Gaulle.
En 1953, il fonde la Société pour le développement de la télévision.

## Distinctions
- Ordre de la Francisque